# Women Won't Tell
Pour plus de détails, voir Fiche technique et Distribution.
Women Won't Tell est un film américain réalisé par Richard Thorpe, sorti en 1933.

## Synopsis
Une clocharde trouve une petite fille abandonnée, et l'éduque en faisant beaucoup de sacrifices. Un jour elle apprend qu'un riche industriel est décédé et qu'il laisse  tout à son ex-épouse. Elle cherche alors à réclamer l'héritage, mais elle est arrêtée pour parjure. À son procès, un homme arrive pour témoigner qu'elle a bien épousé cet homme des années auparavant au Tennessee. La petite fille deviendra plus tard championne de tennis.

## Fiche technique
- Titre original : Women Won't Tell
- Réalisation : Richard Thorpe
- Scénario : Lela E. Rogers
- Photographie : M. A. Anderson
- Son : Pete Clark
- Production : George R. Batcheller
- Société de production : Chesterfield Motion Pictures Corp.
- Société de distribution : Chesterfield Motion Pictures Corp.
- Pays de production :  États-Unis
- Langue originale : anglais
- Format : noir et blanc — 35 mm — 1,37:1 — son Mono (RCA Photophone)
- Genre : drame
- Durée : 67 minutes
- Date de sortie :
  - États-Unis : 1er janvier 1933

## Distribution
- Sarah Padden : Aggie Specks
- Otis Harlan : Henry Jones
- Gloria Shea : April Specks Moorehouse
- Larry Kent : George Robinson
- Edmund Breese : avocat de la défense
- Mae Busch : Ruth Howard
- Walter Long : Joe Kummer
- William V. Mong : Elias Moorehouse
- Robert Ellis : le procureur
- Tom Ricketts : Williams